# Рајнминстер
Рајнминстер (њем. Rheinmünster) општина је у њемачкој савезној држави Баден-Виртемберг. Једно је од 23 општинска средишта округа Раштат. Према процјени из 2010. у општини је живјело 6.603 становника. Посједује регионалну шифру (AGS) 8216063.

## Географски и демографски подаци
Рајнминстер се налази у савезној држави Баден-Виртемберг у округу Раштат. Општина се налази на надморској висини од 132 метра. Површина општине износи 42,5 km². У самом мјесту је, према процјени из 2010. године, живјело 6.603 становника. Просјечна густина становништва износи 155 становника/km².

## Међународна сарадња
| Мјесто      | Држава    | Врста сарадње | Од    |
| ----------- | --------- | ------------- | ----- |
|             | Француска | контакт       | 1992. |
|             | Француска | контакт       | 1992. |
| Комон       | Француска | контакт       | 1992. |
| Кастелмеран | Француска | контакт       | 1956. |
| Онжевиј     | Француска | контакт       | 1992. |
| Извор       |           |               |       |